# 綿懿
貝勒綿懿（1771年10月27日—1809年2月26日），愛新覺羅氏，成恭親王永瑆第二子，生母為富察氏，傅恆外孫子，循郡王系第二代。

## 生平
乾隆三十六年九月（1771年）出生。乾隆四十一年正月（1776年）成為已故循郡王永璋的嗣子，自右翼近支正紅旗第一族改為右翼近支鑲紅旗第一族。乾隆五十年（1785年）十月初四日，内务府衙门奏报皇帝，绵懿于本年十二月初三日与山东巡抚明兴之女富察氏结婚，并择吉日移居长房。十月二十七日，总管内务府大臣就绵懿娶福晋時，是否可以让南府学艺处学生预备演出一事，请皇帝下旨意。结果，当天就得到了乾隆帝同意唱戏的旨意。本年十一月初十日行订婚禮，绵懿带着聘礼和聘金到明兴家，正式行文定礼。
乾隆五十三年正月（1787年）接替養父成為循郡王第二代，但因為循郡王並非世襲罔替的爵位，因此他的封爵只是貝勒。嘉慶九年七月（1804年）綿懿因事降為二等鎮國將軍，次年八月（1805年）朝廷又賞封他為貝子。
嘉慶十四年正月（1809年）去世，虛齡三十九岁，朝廷恢復他的貝勒爵位，並由長子奕緒襲封循郡王系第三代。不過需遞降為貝子襲封。

## 妻妾
- 嫡夫人沙濟富察氏，侍郎明興之女，李榮保之曾孫女。乾隆五十年十二月初三日丑時，綿懿與時任山東巡撫明興之女富察氏行成婚禮。

- 繼夫人佟佳氏（父镶黄旗满洲、參將宜貴（又翼貴），祖父雍正十一年（1733年）癸丑科进士介福）。

- 妾吳氏，出身待考。

- 妾烏拉特哈克氏，額勒沁之女。